# 庄塌乡
庄塌乡，是中华人民共和国湖南省张家界市慈利县下辖的一个乡镇级行政单位。

## 行政区划
庄塌乡下辖以下地区：
西庄社区、星斗村、庄塔村、三岔溪村、月岩村、新车村、水田村、肖塔村、枫坪村、黑丛村、毛塔村、龙灯村和水库村。